# Bizantinski senat
Bizantinski senat ali vzhodnorimski senat (grško: Σύγκλητος [Synklētos] ali Γερουσία, [Gerousia]) je bil  nadaljevanje  rimskega senata. Ustanovil ga je cesar Konstantin I. v 4. stoletju. Preživel je več stoletij, vendar je njegov pomen stalno padal, dokler ni v 13. stoletju dokončno ugasnil.
Senat Vzhodnega rimskega cesarstva so prvotno sestavljali rimski senatorji, ki so po naključju živeli na Vzhodu ali so se zavestno preselili na Vzhod, in nekaj drugih visokih državnih uradnikov, ki so prišli vanj z imenovanjem. Konstantin je vsem rimskim senatorjem, ki so bili voljni priti na Vzhod, ponudil zemljo in žito. Bizantinski senat je bil ob ustanovitvi bolj podoben senatom v drugih pomembnih bizantinskih mestih, na primer v Antiohiji, kot rimskemu senatu, dokler ga ni Konstantinov sin Konstancij II. s položaja mestnega telesa dvignil na položaj državnega telesa. Bizantinski senat je imel skoraj enako omejena pooblastila, kot senat v Rimu. Konstancij je število senatorjev povečal na 2.000 in mednje vključil svoje prijatelje, dvorjane in razne provincialne uradnike.

## Včlanjevanje in sestava
Tradicionalna načela, da je senatorski položaj deden, in da je samo po sebi umevno, da članstvo v  senatu avtomatsko pripada vsem sodnikom, so bila še vedno v polni veljavi.
V času dokončne delitve Rimskega cesarstva leta 395 so se odgovornosti pretorjev zmanjšale na izključno  mestne funkcije. Njihova edina naloga je bila nadziranje porabe denarja za prirejanje iger ali izvajanje javnih del. Zaradi upadanje ugleda tudi drugih tradicionalnih rimskih položajev, na primer tribunov, je pretorijanstvo kljub zmanjšanim pristojnostim ostalo pomemben vhod, skozi katerega so imeli aristokrati dostop bodisi do zahodnega ali vzhodnega senata. Položaj pretorjev je bil zelo drag, saj so od njih pričakovali, da bodo s svojim denarjem financirali svoje družbene obveznosti. Znano je, da si je v Vzhodnem rimskem cesarstvu finančno breme med seboj delilo samo osem pretorjev. 
Pozni  vzhodnorimski senat se je zelo razlikoval od republikanskega senata, ker so položaje edilov in tribunov  že dolgo pred tem ukinili, na koncu 4. stoletja pa je bilo tudi kvestorstvo tik pred tem, da izgine.  Cesar ali senat sam sta lahko izdajala odločbe, s katerimi so dodeljevali senatorske sedeže tudi tistim, ki niso bili iz senatorskih družin. Takšnim osebam so pogosto spregledali tudi dejstvo, da nimajo položaja pretorja in temu primerno velikega premoženja.
Senat je bil sestavljen večinoma iz državnikov in visokih državnih uradnikov, na primer vodje državne pisarne in poveljnika oboroženih sil  (magister militum), guvernerjev provinc  in upokojenih državnih uslužbencev.  Senatorske družine v Konstantinoplu so bile večinoma manj premožne in manj prepoznavne od tistih na Zahodu, kjer se je v 4. stoletju število senatorjev tudi povečalo na 2.000 članov. Nekateri aristokrati so poskušali postati senatorji tudi zato, da bi se izognili težkim dajatvam, ki so jih zanje uvedli pozni rimski cesarji, na primer Dioklecijan (284-305). Curialese (rimski srednji družbeni razred) so pogosto prisilili, da postanejo decurioni (člani mestnega senata), ker so jih s tem prisilili, da s svojim denarjem sodelujejo v lokalni upravi. Poleg tega so morali pobirati davke in iz lastnih žepov pokrivati vse primanjkljaje. Mnogi, ki so poskušali priti do sedeža v senatu, so to počeli ravno zato, da bi se izognili strogim obveznostim decuriona. Teodozij I. je zato odredil, da morajo opravljati svoje javne službe, četudi postanejo senatorji. 
Senat je vodil prefekt mesta Konstantinopla, ki je tudi komuniciral s cesarjem. Sestavljen je bil iz treh razredov senatorjev: illustres, spectabiles in clarissimi. Illustres so bli senatorji, ki so zasedali najvišje državne položaje, kot so bili poveljnik oboroženih sil in prefekt pretorijancev. Spectabiles so sestavljali srednji razred senata. Med njimi so bili pomembni državniki, na primer prokonzuli, vikarji (državni odposlanci) in vojaški guvernerji provinc. Clarissimi so bili najnižji razred senatorjev, ki so ga sestavljali guvernerji provinc in drugi nižji položaji. Pripadnikom spodnjih dveh razredov so lahko živeli kjer koli v cesarstvu in so bili na splošno neaktivni.  Večino aktivnih članov senata so predstavljali illustres, ki so praviloma službovali v Konstantinoplu in so se zato lahko pogosto udeleževali sej senata. Na koncu 5. stoletja so spodnji dve skupini senatorjev popolnoma izključili iz senata.
Med vladanjem Justinijana I. se je znatno povečalo število clarissimov, kar je povzročilo promocijo številnih uradnikov na položaj  spectabilov, to pa je povzročilo povečanje števila illustrov, ki so bili pred tem elitni razred senata.  Končni rezultat je bil nastanek novega razreda gloriosov, ki je bil rezerviran za najvišje rangirane senatorje. Pomembno je omeniti, da je bil položaj senatorja za večino senatorjev postranska služba, ker so običajno zasedali pomembne položaje v upravnem stroju cesarstva. 

## Pooblastila
Pristojnosti senata so bile omejene, vendar je lahko sprejemal resolucije (senatus consulta), ki jih je cesar lahko sprejel in jih objavil v obliki odredb.  Senat je torej lahko predlagal državne zakone in občasno deloval kot posvetovalno telo. Nekateri državni zakoni so imeli obliko slavnostnih govorov v senatu in so se glasno prebrali pred senatorji. Zahodnorimski cesar Valentinijan III. je leta 446 oblikoval zakonodajni postopek, ki je senatu podelil pravico do sodelovanja v državni zakonodaji: senat in državni svet sta morala na skupnem srečanju razpravljati o vseh novih zakonih, preden jih je odobril cesar. Postopek je bil vključen tudi v Justinijanov zakonik, čeprav ni povsem jasno, ali so ga na Vzhodu v celoti privzeli. Cesar je lahko uporabil senat tudi kot sodišče, na katerem se je občasno sodilo za veleizdajo. Navadna kazniva dejanja je pogosto sodilo sodišče, ki so ga sestavljali mestni prefekt in pet senatorjev, izbranih z žrebanjem. Senat je vzdrževal svojo pomembnost tudi s tem, da je  skupaj z vojsko uradno izbiral nove cesarje, čeprav je bilo nasledstvo v resnici skoraj vedno dedno. 

## Konfrontacije s cesarji
Spori senata s cesarji so se dogajali predvsem takrat, ko je senat poskušal uveljaviti svojo zakonsko pravico do imenovanja cesarjevega naslednika. Leta 457 je senat za cesarja predlagal magistra militum Alana Asparja, prestol pa je zasedel Asparju podrejeni tribun in senator Leon I. Tračan. Leta 532 je nekaj senatorjev podprlo upor Nika proti Justinijanu I., kateremu bogati senat ni ugajal ali pa mu ni zaupal. 
Po letu 541 je senat izgubil veliko svojih članov zaradi pandemije kuge in gospodarske krize, ki je sledila. Justinijan je zasegel premoženje mnogih preostalih senatorjev. Med vladanjem uzurpatorja Fokasa je leta 608 senat v Kartaginiza konzule razglasil Heraklija Starejšega in njegovega sina Heraklija, ki je bil kasneje izvoljen za cesarja. Prejšnjega cesarja Fokasa je senat odstavil in aretiral.
Ko je cesar Heraklij leta 641 umrl, je cesarstvo prepustil svojima sinovoma Konstantinu III., rojenemu v njegovem prvem zakonu, in Heraklonu iz njegovega drugega zakona. Druga Heraklijeva žena in Heraklonova mati Martina je zahtevala prestol zase, čeprav ga je verjetno hotela prepustiti svojemu sinu. Svojo zahtevo je oznanila na veliki slovesnosti na konstantinoplskem hipodromu, na kateri je bili prisoten tudi senat, drugi visoki državni uradniki in prebivalci Konstantinopla. Senat in mestni prebivalci so ostro nasprotovali Martinini zahtevi in zahtevali, da na prestol prideta oba Heraklijeva sinova. Poražena Martina se je morala umakniti v Veliko palačo. Konstantin je samo štiri mesece kasneje umrl in prestol prepustil polbratu  Heraklonu kot edinemu vladarju. Po njegovi smrti so se začele širiti govorice, da ga je umorila Martina. Kmalu zatem se je začel upor, ki ga je vodil general Valentin, in Heraklon je bil prisiljen za socesarja imenovati svojega mladega nečaka in Konstantinovega sina Konstansa II.. Da bi zmanjšal Konstansovo moč, je Heraklon za socesarja imenoval še svojega mlajšega brata Davida (Tiberija). Imenovanje ni zmanjšalo nezadovoljstva v senatu in med prebivalci in senat je Heraklona kmalu zatem odstavil. Odrezali so mu nos, materi Martini pa jezik in oba izgnali na Rodos. Novi cesar je postal Konstans II. pod regentstvom senata.

## Zaton
Moč senata je postopoma usihala. Od 7. stoletja dalje je bil bolj institucija kot razred dostojanstvenikov,  ker je v zakonskih reformah cesarjev Bazilija I. in Leona VI. izgubil še zadnje ostanke svoje moči. Senat sam je obdržal znaten del svojega prestiža, posebno v 11. stoletju, ko je po smrti Bazilija II. prišla na oblast dvorna stranka. Po končnem zmagoslavju vojaške frakcije pri ustoličenju cesarja Alekseja I. Komnena je začel senat postajati nepomemben in senatorski naslovi so se lahko kupovali od cesarja.  Zadnje znano dejanje senata je bila izvolitev cesarja Nikolaja Kanabosa, ki je bila nekakšno kljubovanje cesarjema Izaku II. in Alekseju IV. med drugo križarsko vojno. Med vladanjem Paleologov je naslov senatorja še nekaj časa živel, dokler ni v krizah sredi 14. stoletja dokončno izginil.

## Palači senata
Senat je imel v Konstantinoplu dve palači. Prva palača, Magnaura, ki jo je zgradil Konstantin in obnovil Justinijan, je stala jugovzhodno od Augustaiona na današnjem Trgu svete Modrosti (turško: Aya Sofya Meydanı) in neposredni bližini Velike palače.  Druga palača je stala severno od Konstantinovega foruma tik pred mestnim obzidjem. V 6. stoletju je senat izgubil obe svoji palači in od takrat dalje zasedal v Veliki palači v Konstantinoplu.

## Vir
- Bury, J. B., History of the Later Roman Empire, 1. del.